# Ярышевка (Томашпольский район)
Ярышевка (укр. Яришівка) — село на Украине, находится в Томашпольском районе Винницкой области.
Код КОАТУУ — 0523982602. Население по переписи 2001 года составляет 1585 человек. Почтовый индекс — 24206. Телефонный код — 4348.
Занимает площадь 2,517 км².

## Адрес местного совета
24205, Винницкая область, Томашпольский р-н, с. Липовка, ул. 40-летия Победы, 1

## Известные уроженцы
- Олейник, Фёдор Иванович (1900—1976) — генерал-майор; во время войны — член Военного Совета 38-й, 3-й ударной и 11-й гвардейской армий.
- Фартушный, Виталий Петрович (р. 1949) — гобоист, профессор Петрозаводской консерватории, заслуженный деятель искусств Украины, заслуженный артист Карелии.
- Ткачук Анатолий Павлович (р. 1950) - главный дирижер Черниговского духового оркестра, доцент Черниговского университета, заслуженный деятель искусств Украины.